# Willie Pickens
Willie Pickens (18 april 1931 - New York, 13 december 2017) was een Amerikaanse jazzpianist en muziekpedagoog.

## Biografie
Willie Pickens groeide op in het Midden-Westen en studeerde muziekpedagogiek aan het Wisconsin Conservatory of Music in Milwaukee en aansluitend aan de University of Wisconsin, waar hij in 1958 de bachelor in muziekpedagogiek behaalde. Daarna begon hij in Chicago te werken als professioneel muzikant. In 1961 werkte hij mee bij de hitsingle Exodus van Eddie Harris. Tijdens de volgende twee decennia was hij overwegend bezig in de opleiding van muzikanten, vanaf 1966 aan de Lindblom High School in de South Side van Chicago. Daarnaast werkte hij mee bij opnamen van Bunky Green, Eddie Harris (Exodus to Jazz), Buddy DeFranco (1977) en Vernel Fournier, toerde hij met Red Holloway, Joe Henderson, Wynton Marsalis, Frank Catalano  en trad hij op met artiesten als Sammy Davis jr., Quincy Jones, Roberta Flack en Minnie Riperton. In 1990 werd hij lid van de formatie Jazz Machine van Elvin Jones.
Na zijn pensionering als muziekpedagoog ging hij met de band op talrijke tournees en werkte hij mee bij diens album Going Home (1992) bij Enja Records. Verder werkte hij met Steve Grossman (Time to Smile, 1993), Edward Petersen (1994), Clark Terry (Top and Bottom Brass, 1998) en Von Freeman (75th Birthday Celebration, 1998). Bovendien presenteerde hij enkele albums onder zijn eigen naam, waaronder een tributealbum voor Wynton Kelly en jazzinterpretaties van christelijke liederen, zoals Down by the Riverside, My God Is So High en Wade in the Water (Jazz Spirit, Vols. 1 & 2). In 2000 trad hij op met Marian McPartland in diens NPR-programma Piano Jazz. Het album verscheen onder de titel Ain't Misbehavin': Live at the Jazz Showcase bij Concord Jazz.

## Overlijden
Willie Pickens overleed in december 2017 op 86-jarige leeftijd tijdens de voorbereidingen van een concert in het New Yorkse Lincoln Center.
- Bibliothèque nationale de France: cb142159390 (data)
- Gemeinsame Normdatei: 134742915
- International Standard Name Identifier: 0000 0000 4172 1147
- Library of Congress Control Number: no97034218
- MusicBrainz: 535f3810-cf4b-4299-9c69-5dd1141df8b8
- Nationale Bibliotheek van Israël: 987007324741305171
- Virtual International Authority File: 61148995
- WorldCat: E39PBJtmxbx4bmW4wjKBWhjQv3